# Johann (Nassau-Hadamar)
Johann von Nassau-Hadamar († vor 20. Januar 1365) war von 1334 bis 1365 regierender Graf von Nassau-Hadamar. In seinen Urkunden nannte er sich: „Johann, von Gottes Gnaden Graf zu Nassau, Herr zu Hadamar“.

## Abstammung
Johann war der älteste Sohn des Grafen Emich I. († 1334), des Begründers des Hauses Nassau-Hadamar (Ältere Linie), und dessen Frau Anna von Zollern-Nürnberg († 1355), einer Tochter des Burggrafen Friedrich III. von Zollern-Nürnberg. Er folgte seinem Vater im Jahre 1334 als Graf von Nassau-Hadamar. Anfangs regierte er allein, aber von 1337 an beteiligte er seinen Bruder Emich II. an der Regentschaft.

## Leben

### Expansionsjahre
Johann setzte zunächst die Erwerbspolitik seines Vaters fort. Die Herren von Westerburg verpfändeten ihm 1334 die Hälfte der Schaumburg. Ebenfalls schon im Jahre 1334 kaufte er von Wittekind von Lichtenstein und dessen Söhnen Werner, Johann und Widekind deren Anteil an Driedorf für 200 Mark; sein Vater Emich I. hatte den anderen Teil bereits von den Herren von Greifenstein erworben. Noch bedeutender jedoch war es, als es ihm am 28. März 1337 gelang, das Amt Ellar mit seinen „Vier Zenten“, zahlreichen Ortschaften, dem Gericht sowie Jagd, Fischerei und Herrschaft über Holz und Feld mit allen Einkünften von Graf Gottfried von Diez und dessen für seinen Vater regierenden Sohn Gerhard VI. für 1450 Mark Limburger Geld pfandweise zu erwerben. Gerhard VI. hatte 1324 Johanns Schwester Jutta geheiratet, die ihr Erbteil von den elterlichen Besitzungen verlangte, sich dann jedoch mit einer Summe Geldes begnügte.

### Niedergang der Grafschaft
Ab etwa 1348 war Johanns Regentschaft aber vor allem durch Veräußerungen, Verpfändungen und Lehensauftragungen seines Besitzes bestimmt, die er aus Geldnot vornahm. Ursache seiner finanziellen Schwierigkeiten waren wohl die zahlreichen Fehden, an denen er sich beteiligte und die meist nur Kosten einbrachten. Auch seine Parteinahme für Karl IV. gegen Ludwig den Bayern und danach gegen Günther von Schwarzburg war wohl letzten Endes aus wirtschaftlicher Sicht nicht einträglich. Zwar wies ihm Karl IV. 1347 als Entschädigung für entstandene Kriegskosten eine jährliche Rente von 400 Gulden aus dem Steueraufkommen der Stadt Wetzlar an, aber diese scheint nicht oder kaum bezahlt worden zu sein. Im Jahre 1356 bewilligte ihm der Kaiser für eine Forderung von 5000 Gulden einen Anteil am Rheinzoll zu Oberlahnstein; eine weitere, von seinem Verwandten, dem Erzbischof Gerlach von Mainz, übernommene Schuld Karls IV. von 2600 Gulden sollte 1357 ebenfalls aus diesem Zoll getilgt werden. Johann erhielt die entsprechenden Zahlungen aber nur eine Zeitlang, ohne völligen Ersatz seiner Kosten zu erlangen.
Johann scheint Händeln zugeneigt gewesen zu sein. 1349 unterstützte er Erzbischof Gerlach von Mainz gegen dessen vom Papst abgesetzten Vorgänger Heinrich III. von Virneburg. Ende 1350 oder Anfang 1351 beteiligte er sich mit seinem Bruder Emich auf der Seite seines Vetters Otto II. von Nassau-Dillenburg in dessen Fehde mit den Brüdern Gottfried und Wilderich III. von Walderdorff, in der Otto sein Leben verlor. Seine Geldsorgen wurden erheblich vermehrt, als er im Jahr 1351, als Verbündeter der Stadt Limburg in deren Fehde mit den Herren von Hatzfeld, von diesen in einem Scharmützel bei Löhnberg gefangen genommen wurde und seine Freiheit mit einem erheblichen Lösegeld, dessen Größe allerdings nicht bekannt ist, erkaufen musste. Und 1363 unterstützte er Herzog Stephan II. von Bayern in dessen Auseinandersetzung mit Rudolph IV. von Österreich in deren Streit um Tirol.
Johanns Veräußerungen und Entfremdungen von Familienbesitz begannen schon 1347, als er den Herren von Mudersbach, die sich seit dem Jahre 1340 im Kirchspiel Driedorf stark eingekauft hatten, einen ehemals Lichtensteinischen Hof in Driedorf schenkte. Im folgenden Jahr verkaufte er ihnen einen Teil seiner Einkünfte aus dieser Stadt. Ebenfalls 1348 trug er dem Landgrafen Heinrich II. von Hessen Stadt und Kirchspiel Driedorf mit den Gerichten und allem Zubehör zu Lehen auf; lediglich das Lichtensteinische Gut blieb ausgenommen. Der von seinem Vater 1325 gekaufte Hof zu Gaudernbach ging 1351 wieder an die vorigen Eigentümer zurück, und die Frei von Dehrn kauften ihm 1352 seine Weingärten und Fruchtgefälle in Dietkirchen für 1350 Mark wieder ab. Die Lichtensteinischen Güter und Zehnten im Kirchspiel Driedorf gingen 1353 für 600 Mark pfandweise an seinen Schwager Gerhard von Diez. 1356 trug er dem Trierer Erzbischof Boemund II. Besitz in Nassau, Dausenau und Hadamar (den Schnepfenhäuser Hof und den Hof Rödchen), den Zehnten zu Horchheim und den Wildbann im Sporkerwald zu Lehen auf und erhielt sie von diesem als Lehen zurück. 1358 verpfändete Johann die aus der Erbschaft seiner Großmutter Agnes von Leiningen-Landeck, der Gemahlin Ottos I., stammenden drei Dörfer bei Worms für 800 Pfund Heller an die Abtei Fulda. Die von Johanns Vater Emich im Jahre 1337 pfandweise erworbene Herrschaft Ellar kam zwischen 1356 und 1362 durch Einlösung wieder an Gerhard VII. von Diez. 1363 verkaufte Johann die Hälfte der Dörfer Ems und Dausenau für 2000 Gulden an Erzbischof Kuno II. von Trier und seinen Hof zu den Hann in der Esterau für 500 Gulden an Dietrich von Staffel.
Der fränkische Besitz der Familie um die Burg Kammerstein, den ihm Kaiser Karl zu seiner Schadloshaltung noch 1348 als Reichslehen gegeben hatte, wurde nach dem Tod seines Bruders Emich II. (1359) innerhalb weniger Jahre restlos veräußert. Bereits am 2. Februar 1360 verkaufte Johann, mit kaiserlicher Bewilligung, Altdorf bei Nürnberg mit den zugehörigen Orten für 10.160 Pfund Heller an seinen Vetter Albrecht von Zollern-Nürnberg. 1361 verkaufte er diesem auch Heroldsberg. Seinen Hof in Nürnberg veräußerte er 1363 an einen dortigen Patrizier. 1364 schließlich verkaufte er auch noch die Burg Kammerstein, die Marktorte Schwabach und Kornburg und seinen gesamten noch verblieben fränkischen Güter an den Burggrafen Albrecht für 15.400 Pfund Heller.

### Kloster Eberbach
Im Jahr 1353 wird Johann als Schutzherr des Klosters Eberbach in Eltville erwähnt, wobei dies jedoch nicht ganz außer Zweifel steht. Wenn es so war, dann bewahrte er das Kloster jedenfalls nicht sehr erfolgreich gegen die feindseligen Bestrebungen seines Bruders Emich II., der dem Kloster beträchtliche Gefälle in Hadamarschen Landen entzog.

### Tod
Johann von Nassau-Hadamar starb zwischen dem 12. November 1364 und dem 20. Januar 1365.

## Ehe und Nachkommen
Johann war spätestens seit 1331 mit Elisabeth von Waldeck († vor 22. Juni 1385) verheiratet. Sie war eine Tochter des Grafen Heinrich IV. von Waldeck (1282/90–1348) und der Adelheid von Cleve († nach 26. Juli 1327). Die beiden hatten zehn Kinder:
- Emich (* 1331; † 8. Juni 1343)
- Emich († 24. März 1358), Kanoniker am Dom zu Mainz[5]
- Helena (* um 1343; † um 1343)
- Johann († 23. Februar 1362); besiegelte mit seinem Vater die Wittumsverschreibung für seine Mutter am 10. Mai 1361 und war also damals ohne Zweifel schon volljährig, starb unvermählt
- Heinrich († 1368), folgte dem Vater als Graf von Nassau-Hadamar, starb ohne legitime Nachkommen und wahrscheinlich unvermählt
- Emich III. († 1394), folgte seinem Bruder Heinrich als Graf von Nassau-Hadamar (unter Vormundschaft)
- Anna († 21. Januar 1404), ⚭ um 1362 Ruprecht VII. von Nassau zu Sonnenberg († 1390), ⚭ 1391 Diether VIII. von Katzenelnbogen
- Elisabeth/Else († 30. Dezember 1412), spätestens 1370 Äbtissin zu Essen
- Elichin/Elisin († vor 1416), ⚭ vor 1364 Friedrich von Castell
- Adelheid († vor 22. Juni 1385), ⚭ vor 1370 Wilhelm von Castell